# James F. Smurl
James Frederick Smurl (* 20. August 1934 in Plains Township, Luzerne County, Pennsylvania; † 26. Mai 2007 in Greenfield, Massachusetts) war ein US-amerikanischer römisch-katholischer Theologe und Religionswissenschaftler.

## Leben
Smurl schloss 1955 sein Studium an der Saint Mary’s University mit einem B.A. ab. An der Päpstlichen Universität Gregoriana in Rom wurde er 1959 zum Sanctae Theologiae Licentiatus (S.T.L.) promoviert. Bereits ein Jahr zuvor war er ebendort zum Priester geweiht worden. 1963 wurde er an der Catholic University of America in Washington, D.C. zum Sanctae Theologiae Doctor promoviert. 1967 heiratete Smurl eine Frau, deren drei Kinder er adoptierte. Er war von 1973 bis zu seinem Ruhestand 1998 der erste Inhaber eines an der Indiana University Bloomington eingerichteten Lehrstuhls für Religionswissenschaft. 1984 unterzeichnete Smurl das Positionspapier A Catholic Statement on Pluralism and Abortion, das in der Zeitung The New York Times erschien.

## Werke (Auswahl)
- Religious Ethics: A Systems Approach. Prentice Hall, 1972.
- A Primer in Ethics. Wyndham Hall, 1985.
- The Burdens of Justice. Loyola University Press, 1994.